# Лулинг (Луизијана)
Лулинг (енгл. Luling) насељено је место без административног статуса у америчкој савезној држави Луизијана.

## Демографија
По попису из 2010. године број становника је 12.119, што је 607 (5,3%) становника више него 2000. године.
| Група             | 2000.         | 2010.         |
| Белци             | 9.240 (80,3%) | 9.329 (77,0%) |
| Афроамериканци    | 1.784 (15,5%) | 1.968 (16,2%) |
| Азијати           | 85 (0,7%)     | 113 (0,9%)    |
| Хиспаноамериканци | 310 (2,7%)    | 533 (4,4%)    |
| Укупно            | 11.512        | 12.119        |